# Maria Kovalevska
Maria Pavlivna Kovalevska (en ucraniano: Марія Павлівна Ковалевська; agosto de 1849 - 19 de noviembre de 1889) fue una naródnik ucraniana. Activista revolucionaria desde temprana edad, se involucró con los círculos naródnik en Odesa, Kiev y Járkov. Fue arrestada varias veces por sus actividades, antes de ser finalmente exiliada a Siberia en 1879. Pasó la última década de su vida entre varias prisiones siberianas, donde ella y otras prisioneras fueron torturadas. Como protesta, se envenenó y murió en Kara katorga.

## Biografía
María Pavlivna Kovalevska (nacida Vorontsova) nació en agosto de 1849, en la provincia de Yekaterinoslav del Imperio ruso.
Se graduó en la escuela de Odesa, donde se unió al círculo revolucionario naródnik en 1874. Luego se trasladó a Kiev y Járkov, donde formó parte de otros círculos revolucionarios. Mientras negociaba relaciones más estrechas entre los revolucionarios de Kiev y Járkov, fue arrestada, juzgada y declarada culpable de propaganda. el 8 de mayojul./ 20 de mayo de 1876greg., fue puesta en libertad bajo estrecha vigilancia, con amenazas de exilio si continuaba sus actividades revolucionarias.  El 19 de juniojul./ 1 de julio de 1876greg. fue arrestada con un pasaporte falso cuando se dirigía a Shpola, pero logró escapar de la custodia.
El 11 de febrerojul./ 23 de febrero de 1879greg., fue arrestada de nuevo en Kiev, junto con otros miembros del círculo revolucionario de la ciudad. El 4 de mayojul./ 16 de mayo de 1879greg., fue procesada por el tribunal de distrito de Kiev, que la exilió a Siberia para 14 años de trabajos penitenciarios. Fue trasladada a través de Moscú a Kara katorga, a donde llegó en 1880. Al año siguiente fue trasladada a una prisión en Krasnoyarsk; al año siguiente, la llevaron de regreso a Kara; y al año siguiente la llevaron a prisión en Irkutsk. En 1887, la llevaron nuevamente a Kara, donde ella y otras prisioneras fueron torturadas. Junto con Nadezhda Sigida, el 7 de noviembrejul./ 19 de noviembre de 1889greg., Kovalevska tomó veneno en señal de protesta y murió.

## Lectura adicional
- «Марія Павлівна ковалівська. Уривок, що характеризує Ковалевська, Марія Павлівна» [María Pavlivna Kovalevska. Extracto que describe a Kovalevska, Maria Pavlivna]. Goara Vetisyan (en ucraniano). 22 de marzo de 2022. Consultado el 1 de diciembre de 2023.
- «Ковалевская, Мария Павловна» [Kovalevskaya, Maria Pavlovna]. Hrono.ru (en ruso). 20 de enero de 2000. Consultado el 1 de diciembre de 2023.

- Datos: Q4225353
- Multimedia: Maria Pavlovna Kovalevsky / Q4225353